# I. Idrisz líbiai király

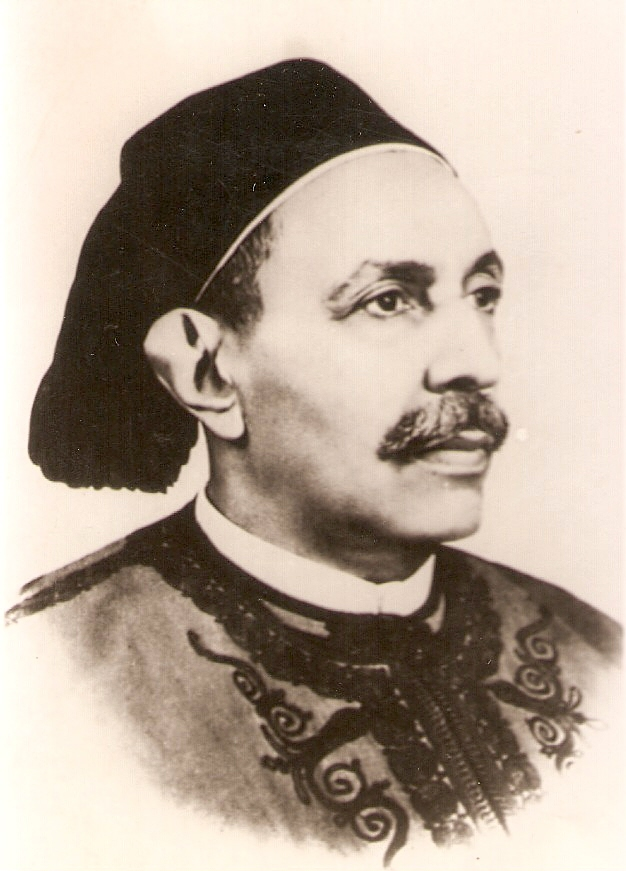
I. Idrisz, Líbia királya

I. Idrisz (1889. március 12. – 1983. május 25.) Líbia királya volt 1951. december 24-től 1969. szeptember 1-ig.

## Élete
1951. december 24-én Líbia független királysággá vált. A Líbiai Egyesült Királyság uralkodójává I. Idrisz emelkedett, aki addig mint meghatározó vallási vezető töltött be fontos szerepet, a szenussziak emírjeként. 1954-ben jelentős kőolaj-készletet fedeztek fel, ennek nyomán megnőttek az állami bevételek. A világ egyik legszegényebb országából hirtelen rendkívül gazdag ország lett. Bár az olajjövedelem nagyon megnövelte a líbiai állam pénzügyi lehetőségeit, a nép körében felháborodást okozott, hogy ez a gazdagság a király és az elit kezében összpontosult. Ebben az időben terjedtek el nasszerizmus és az arab nacionalizmus eszméi Észak-Afrikában és a Közel-Keleten. Ez is kihatott Líbia belső viszonyaira.
1951-ben alkották meg a líbiai alkotmányt is. A Líbiai Nemzeti Tanács 1951. október 7-én Bengáziban hagyta jóvá az alkotmány elfogadásáról szóló határozatot. Mohamed Abulas’ad El-Alem, a Nemzeti Tanács elnöke és Omar Faiek Shennib, valamint Abu Baker Ahmed alelnökök aláírták a javaslatot, és felterjesztették jóváhagyásra Idrisz király elé. Ezután jelenhetett meg a Líbiai Közlönyben. Az 1969. szeptember 1-jén katonai puccsal létrehozott köztársaság élére az akkor még mindössze 26 éves Moammer Kadhafi ezredes került. A puccs után a király lemondott, utódja rövid időre Szajjid Haszan ar-Ridá al-Mahdi asz-Szanusszi koronaherceg lett.
I. Idrisz végül száműzetésben halt meg Egyiptomban. Az utóbbi időben felmerült, hogy távoli rokona, Mohammed as-Senussi koronaherceg a forradalom utáni Líbia királya lehetne.